# Adelaide International II 2022
Adelaide International II 2022 byl společný tenisový turnaj mužského okruhu ATP Tour a ženského okruhu WTA Tour, hraný v areálu Memorial Drive Tennis Centre na otevřených dvorcích s tvrdým povrchem GreenSet. Dějištěm turnaje probíhajícího mezi 10. až 15. lednem 2022 se stalo Adelaide, metropole australského svazového státu Jižní Austrálie.
Australská letní sezóna ovlivněná koronavirovou pandemií doznala změn. Kvůli pokračující infekci byl zrušen mužský Auckland Open a ženský Hobart International. Náhradou se stalo rozdělení Adelaide International do dvou po sobě jdoucích turnajů. V předcházejícím týdnu se konal také smíšený Adelaide International I 2022. Jednalo se o poslední přípravu na úvodní grandslam sezóny Australian Open.
Mužský turnaj s dotací 493 875 dolarů patřil do kategorie ATP Tour 250. Ženská část s rozpočtem 239 477 dolarů se řadila do kategorie WTA 250. Nejvýše nasazenými v singlových soutěžích se stali dvacátý první hráč světa Gaël Monfils z Francie a mezi ženami běloruská světová dvojka Aryna Sabalenková. Jako poslední přímí účastníci do dvouher nastoupili Španělé, 66. žena žebříčku Nuria Párrizasová Díazová a mezi muži 77. tenista pořadí Jaume Munar.
První singlový titul na okruhu ATP Tour vybojoval v rodném městě 25letý Australan Thanasi Kokkinakis z poloviny druhé světové stovky. Šestou trofej z dvouhry okruhu WTA Tour, a první v kategorii WTA 250 i na australské půdě, získala Američanka Madison Keysová. Ve čtyřhře triumfoval nizozemsko-britský pár Wesley Koolhof a Neal Skupski, jehož členové navázali na týden staré vítězství z úvodního turnaje sezóny Melbourne Summer Set. Ženskou čtyřhru ovládly Japonky Eri Hozumiová a Makoto Ninomijová, které po odvrácení mečbolu ve finále získaly první společnou trofej.

## Rozdělení bodů a finančních odměn

### Rozdělení bodů
| Soutěž       | vítězové | finalisté | semifinalisté | čtvrtfinalisté | 16 v kole | 32 v kole | Q  | Q2 | Q1 |
| ------------ | -------- | --------- | ------------- | -------------- | --------- | --------- | -- | -- | -- |
| dvouhra mužů | 250      | 150       | 90            | 45             | 20        | 0         | 12 | 6  | 0  |
| čtyřhra mužů | 250      | 150       | 90            | 45             | 0         | —         | —  | —  | —  |
| dvouhra žen  | 280      | 180       | 110           | 60             | 30        | 1         | 18 | 12 | 1  |
| čtyřhra žen  | 280      | 180       | 110           | 60             | 1         | —         | —  | —  | —  |

### Finanční odměny
| Soutěž                              | vítězové | finalisté | semifinalisté | čtvrtfinalisté | 16 v kole | 32 v kole | Q2      | Q1      |
| ----------------------------------- | -------- | --------- | ------------- | -------------- | --------- | --------- | ------- | ------- |
| dvouhra mužů                        | 43 189 $ | 30 885 $  | 22 710 $      | 14 255 $       | 9 180 $   | 5 370 $   | 2 625 $ | 1 365 $ |
| čtyřhra mužů                        | 19 300 $ | 10 900 $  | 6 300 $       | 3 570 $        | 2 100 $   | 1 260 $   | —       | —       |
| dvouhra žen                         | 31 000 $ | 18 037 $  | 10 100 $      | 5 800 $        | 3 675 $   | 2 675 $   | 1 950 $ | 1 270 $ |
| čtyřhra žen                         | 10 800 $ | 6 300 $   | 3 800 $       | 2 300 $        | 1 750 $   | —         | —       | —       |
| částka ve čtyřhře je uvedena na pár |          |           |               |                |           |           |         |         |

## Dvouhra mužů

### Nasazení
| Stát                         | Hráč             | ATP | Nasazení |
| ---------------------------- | ---------------- | --- | -------- |
| Francie                      | Gaël Monfils     | 21. | 1.       |
| USA                          | John Isner       | 24. | 2.       |
| Rusko                        | Karen Chačanov   | 29. | 3.       |
| Chorvatsko                   | Marin Čilić      | 30. | 4.       |
| Jižní Afrika                 | Lloyd Harris     | 31. | 5.       |
| Kazachstán                   | Alexandr Bublik  | 36. | 6.       |
| USA                          | Frances Tiafoe   | 38. | 7.       |
| Maďarsko                     | Márton Fucsovics | 40. | 8.       |
| Žebříček ATP k 3. lednu 2022 |                  |     |          |

### Jiné formy účasti
Následující hráči obdrželi divokou kartu do hlavní soutěže:
- Alex Bolt
- Thanasi Kokkinakis
- Aleksandar Vukic

Následující hráči postoupili z kvalifikace:
- Jegor Gerasimov
- Steve Johnson
- Corentin Moutet
- Jošihito Nišioka

Následující hráč postoupil z kvalifikace jako šťastný poražený:
- Thiago Monteiro

#### Odhlášení
před zahájením turnaje
- Jenson Brooksby → nahradil jej  Arthur Rinderknech
- Laslo Djere → nahradil jej  Thiago Monteiro
- James Duckworth → nahradil jej  Jaume Munar
- Dominik Koepfer → nahradil jej  Lorenzo Musetti
- Sebastian Korda → nahradil jej  Gianluca Mager

## Mužská čtyřhra

### Nasazení
| Stát                                                                                  | Hráč              | Stát               | Hráč            | ATP | Nasazení |
| ------------------------------------------------------------------------------------- | ----------------- | ------------------ | --------------- | --- | -------- |
| USA                                                                                   | Rajeev Ram        | Spojené království | Joe Salisbury   | 7.  | 1.       |
| Chorvatsko                                                                            | Ivan Dodig        | Brazílie           | Marcelo Melo    | 41. | 2.       |
| Nizozemsko                                                                            | Wesley Koolhof    | Spojené království | Neal Skupski    | 41. | 3.       |
| Belgie                                                                                | Sander Gillé      | Belgie             | Joran Vliegen   | 56. | 4.       |
| Jižní Afrika                                                                          | Raven Klaasen     | Japonsko           | Ben McLachlan   | 63. | 5.       |
| Uruguay                                                                               | Ariel Behar       | Ekvádor            | Gonzalo Escobar | 80. | 6.       |
| Mexiko                                                                                | Santiago González | Argentina          | Andrés Molteni  | 81. | 7.       |
| Bosna a Hercegovina                                                                   | Tomislav Brkić    | Srbsko             | Nikola Ćaćić    | 83. | 8.       |
| Žebříček ATP k 3. lednu 2022; číslo je součtem žebříčkového postavení obou členů páru |                   |                    |                 |     |          |

### Jiné formy účasti
Následující páry obdržely divokou kartu do hlavní soutěže:
- Aaron Addison /  Thomas Fancutt
- Harry Bourchier /  Brandon Walkin

Následující pár nastoupil z pozice náhradníka:
- James Cerretani /  Fernando Romboli

### Odhlášení
před zahájením turnaje
- Romain Arneodo /  Benoît Paire → nahradili je  Oscar Otte /  Benoît Paire
- Márton Fucsovics /  Tommy Paul → nahradili je  James Cerretani /  Fernando Romboli
- Tallon Griekspoor /  Andrea Vavassori → nahradili je  Treat Conrad Huey /  Frederik Nielsen
- Nicolas Mahut /  Fabrice Martin → nahradili je  Evan King /  Alex Lawson
- Frances Tiafoe /  Nicholas Monroe → nahradili je  Nicholas Monroe /  Holger Rune

## Ženská dvouhra

### Nasazení
| Stát                         | Hráčka                 | WTA | Nasazení |
| ---------------------------- | ---------------------- | --- | -------- |
| Bělorusko                    | Aryna Sabalenková      | 2.  | 1.       |
| Ukrajina                     | Elina Svitolinová      | 15. | 2.       |
| USA                          | Coco Gauffová          | 22. | 3.       |
| Slovinsko                    | Tamara Zidanšeková     | 30. | 4.       |
| Rusko                        | Veronika Kuděrmetovová | 31. | 5.       |
| Česko                        | Markéta Vondroušová    | 35. | 6.       |
| Švýcarsko                    | Jil Teichmannová       | 37. | 7.       |
| Rusko                        | Ljudmila Samsonovová   | 38. | 8.       |
| Rumunsko                     | Sorana Cîrsteaová      | 39. | 9.       |
| Žebříček WTA k 3. lednu 2022 |                        |     |          |

### Jiné formy účasti
Následující hráčky obdržely divokou kartu do hlavní soutěže:
- Maddison Inglisová
- Aryna Sabalenková
- Darja Savilleová

Následující hráčka nastoupila do dvouhry z pozice náhradnice:
- Ana Konjuhová

Následující hráčky postoupily z kvalifikace:
- Lauren Davisová
- Rebecca Petersonová
- Anastasija Potapovová
- Dajana Jastremská
- Heather Watsonová
- Storm Sandersová

Následující hráčka postoupila z kvalifikace jako šťastná poražená:
- Danka Kovinićová

#### Odhlášení
před zahájením turnaje
- Camila Giorgiová → nahradila ji  Madison Brengleová
- Veronika Kuděrmetovová → nahradila ji  Danka Kovinićová
- Ann Liová → nahradila ji  Ana Konjuhová
- Julia Putincevová → nahradila ji  Madison Keysová
- Sara Sorribesová Tormová → nahradila ji  Majar Šarífová
- Clara Tausonová → nahradila ji  Alizé Cornetová

## Ženská čtyřhra

### Nasazení
| Stát                                                                                  | Hráčka            | Stát     | Hráčka               | WTA  | Nasazení |
| ------------------------------------------------------------------------------------- | ----------------- | -------- | -------------------- | ---- | -------- |
| Česko                                                                                 | Marie Bouzková    | Česko    | Lucie Hradecká       | 63.  | 1.       |
| Ukrajina                                                                              | Nadija Kičenoková | Indie    | Sania Mirzaová       | 94.  | 2.       |
| Japonsko                                                                              | Eri Hozumiová     | Japonsko | Makoto Ninomijová    | 114. | 3.       |
| Japonsko                                                                              | Miju Katová       | USA      | Sabrina Santamariová | 138. | 4.       |
| Žebříček WTA k 3. lednu 2022; číslo je součtem žebříčkového postavení obou členů páru |                   |          |                      |      |          |

### Jiné formy účasti
Následující páry obdržely divokou kartu do hlavní soutěže:
- Maddison Inglisová /  Olivia Tjandramuliová
- Annerly Poulosová /  Tina Nadine Smithová

Následující pár nastoupil z pozice náhradníka:
- Kristína Kučová /  Tara Mooreová

#### Odhlášení
před zahájením turnaje
- Marie Bouzková /  Lucie Hradecká → nahradily je  Kristína Kučová /  Tara Mooreová
- Čan Chao-čching /  Monica Niculescuová → nahradily je  Peangtarn Plipuečová /  Aldila Sutdžiadiová
- Katarzyna Piterová /  Renata Voráčová → nahradily je  Marta Kosťuková /  Katarzyna Piterová

## Přehled finále

### Mužská dvouhra
- Thanasi Kokkinakis vs.  Arthur Rinderknech, 6–7(6–8), 7–6(7–5), 6–3

### Ženská dvouhra
- Madison Keysová vs.  Alison Riskeová, 6–1, 6–2

### Mužská čtyřhra
- Wesley Koolhof /  Neal Skupski vs.  Ariel Behar /  Gonzalo Escobar, 7–6(7–5), 6–4

### Ženská čtyřhra
- Eri Hozumiová /  Makoto Ninomijová vs.  Tereza Martincová /  Markéta Vondroušová, 1–6, 7–6(7–4), [10–7]